# تخریب آمید فون براون
تخریب آمید فون براون(به انگلیسی: von Braun amide degradation) یک واکنش شیمیایی بین یک آمید نوع دوم با فسفر پنتاکلرید یا تیونیل کلرید است که طی آن یک نیتریل و یک ارگانوهالید تولید می‌شود. این واکنش به افتخار جولیوس جاکوب فون براون نامگذاری شده‌است که اولین بار این واکنش را توصیف نمود.